# Анита Влодарчик
Анита Влода̀рчик (на полски: Anita Włodarczyk) е полска състезателка в дисциплината хвърляне на чук, първата жена в историята постигнала резултат над 80 метра.
Трикратна олимпийска шампионка, първата спортистка печелила индивидуална дисциплина в 3 поредни олимпиади. Поставя на Летните олимпийски игри в Рио де Жанейро (2016) актуалния световен рекорд от 82,29 m, подобрявайки предишния рекорд от 81,08 m, постигнат отново от нея година по-рано. Четирикратна световна и европейска шампионка.

## Биография
Влодарчик е родена в град Равич, Полша на 8 август 1985 г.
В периода 2004 – 2008 година се състезава в дисциплината хвърляне на диск с личен рекорд 52,26 m от 2008 година. През 2005 година започва да се занимава и с хвърляне на чук и през 2007 година печели в нея първото си първенство за атлети до 23-годишна възраст. Продължава същата година с Европейско отборно първенство по атлетика за младежи, където обаче отпада на квалификациите. Завършва шеста на състезанието по хвърляне на чук на Олимпийските игри през 2008 година с резултат 71,56 m.
Влодарчик се квалифицира за Световния финал на Международната асоциация на лекоатлетическите федерации (IAAF) през 2008 година, където печели бронзов медал с хвърляне от 70,9 m.
На 22 август 2009 година участва в Европейското отборно първенство по лека атлетика, където печели първия си златен медал на голямо международно състезание с постижение от 75,23 m.
На 22 август 2009 по време на Световно първенство по лека атлетика в Берлин, Влодарчик поставя световен рекорд с хвърляне на 77,96 метра, подобрявайки предходното постижение на Татяна Лисенко от 77,80, постигнат три години по-рано. Това е първото от поредицата нейни подобрения на световния рекорд по хвърляне на чук. Сезонът ѝ обаче завършва преждевременно, след като по време на празненството след победата изкълчва левия си глезен.
След възстановяването от травмата, през април 2010 тя печели Meeting Grand Prix IAAF de Dakar с резултат от 75.13 m. В отлична форма тя продължава в състезанието „Enea Cup“ в Бидгошч, където на 6 юни 2010 тя подобрява предишния си световен рекорд с резултат от 78.30 m. На Европейското първенство по лека атлетика за 2010 година в Барселона тя печели бронзовия медал и се класира на второ място за сезона в състезанието IAAF World Hammer Throw Challenge, финиширайки след Бети Хайдлер. През 2011 година на Световното първенство в Тегу тя приключва без медал, на пето място.
В началото на сезона за 2012 г. Влодарчик завършва трета на състезанието Ostrava Golden Spike с резултат от 74,81 m, и на второ място на състезанието Prefontaine Classic с резултат от 75,60. На Летните олимпийски игри в Лондон през 2012 година, тя печели сребърен медал с хвърляне на чука на разстояние от 77,60 m.
На Световното първенство през 2013 година в Москва, тя печели прави най-добро хвърляне на 78,46 m и се нарежда втора след Татяна Лисенко със 78,80 m.
През 2014, Влодарчик печели Европейското първенство по лека атлетика в Цюрих с постижение от 78,76 m, който е шампионатен рекорд, така и национален рекорд за Полша.
На 1 август 2015 на Фестивала в памет на Камила Сколимовска в Цетнево Анита Влодарчик поставя нов световен рекорд от 81.08 m и става първата жена, хвърлила чука на разстояние повече от 80 m.  Впоследствие на Световното първенство по лека атлетика в Пекин тя печели златния медал с постижение от 80.85 m.
През 2016 година Влодарчик печели златото на Европейското първенство по лека атлетика в Амстердам с резултат от 78,14 m.
На Олимпиадата в Рио, на 15 август 2016 година, с постижение от 82,29 m Влодарчик поставя едновременно олимпийски и световен рекорд, като това е третият световен рекорд в атлетическата програма, подобрен в рамките на Олимпиадата. Освен рекордното хвърляне, направено при третия ѝ опит, в петия си опит Влодарчик постига и второто най-дълго хвърляне в историята от 81,74 m. Класиралите се със сребърен и бронзов медал атлетки Уенсю Жанг (Китай) и Софи Хитчън (Великобритания) завършват с резултати, съответно със 76,75 и 74,54 m.